# Donnergymnasiet
För andra betydelser, se Donner.

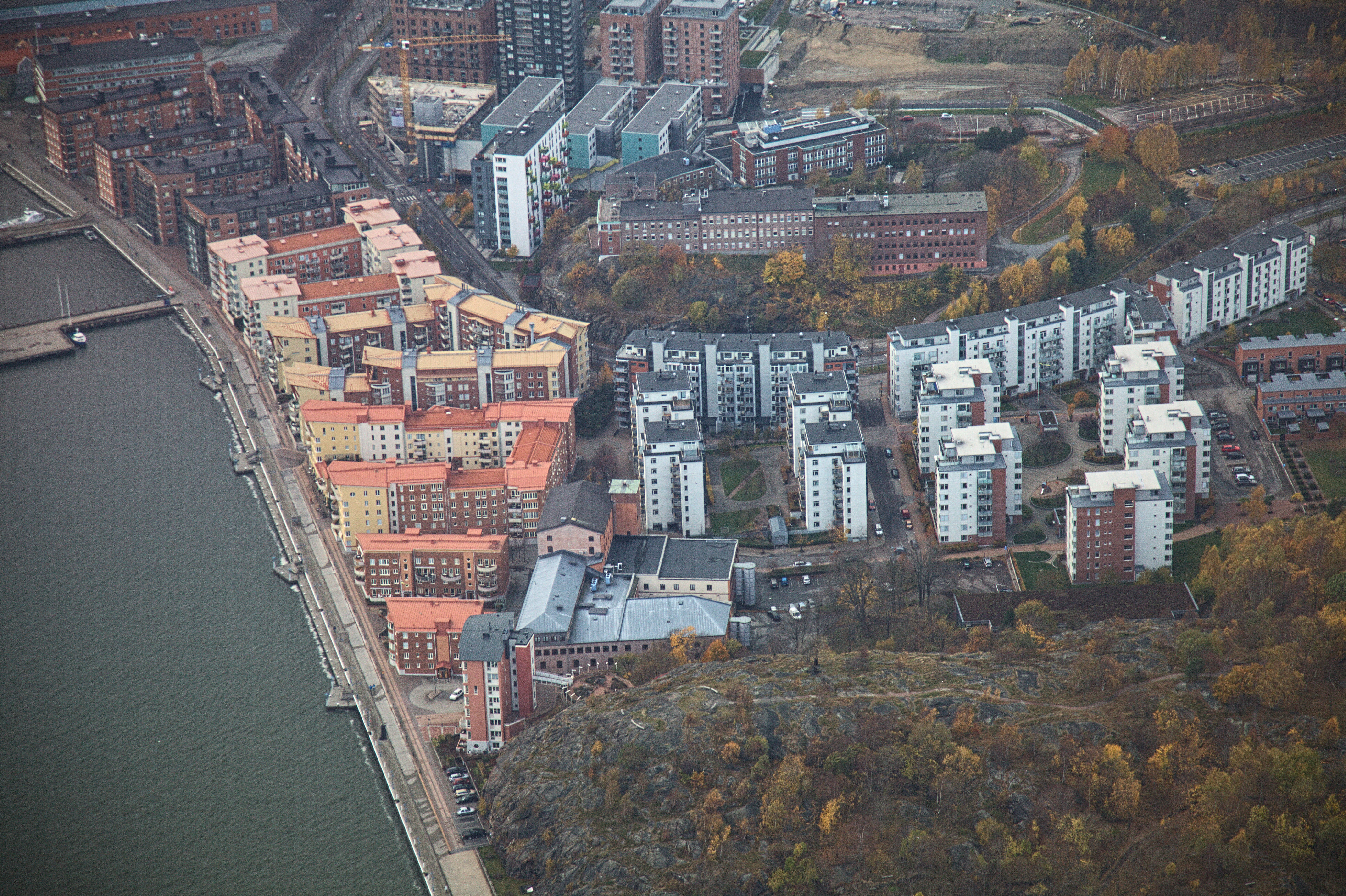
Donnergymnasiet är beläget i gamla Eriksbergsgården, den mörkbruna byggnaden uppe på berget (högst upp i mitten i bild). Strax nedanför i bild syns gamla Eriksbergskontoret, vid bergets kant. Foto från 2013.

Donnergymnasiet är en fristående gymnasieskola belägen i stadsdelen Eriksberg på Norra Älvstranden i Göteborg, startad år 2000. Donnergymnasiet ägs av PPS Swedish Education Group AB (även kallat PPS AB, tidigare PPS Power Planning System AB) där Marlene Terkowsky är vd och koncernchef. Samma koncern äger och driver även bland annat Cybergymnasiet. Donnergymnasiets rektor är sedan 2017 Pernilla Liljeberg.

## Historia

### Donnergymnasiet
Tidigare var Donnergymnasiet AB ett eget aktiebolag som ägde tre friskolor, varav två på Gotland och en i Göteborg. Den första friskolan låg i Klintehamn (på Donnersgatan, därav namnet) på södra Gotland och startade hösten 1998. År 2000 startades Donnergymnasiet i både Slite och Göteborg. 2010 lades Donnergymnasiet i Slite ner.
2011 blev Donnergymnasiet uppköpt av aktiebolaget och skolkoncernen PPS Swedish Education Group AB, som ägs av det amerikanska investmentbolaget Riverside Company.
2013 såldes skolan i Klintehamn till Guteskolan. Efter det återstod enbart verksamheten i Göteborg.

### Byggnaden i Göteborg
Byggnaden som skolan i Göteborg ligger i kallas Eriksbergsgården. Från början ägdes den av Eriksbergs Mekaniska Verkstad och fungerade som fritidsanläggning för Eriksbergs varvsarbetare. Den invigdes som sådan den 29 augusti 1968. Byggnaden delar innergård med en större byggnad känd som Eriksbergskontoret, uppförd 1944.

## Gymnasieprogram
På skolan finns fem program: samhällsvetenskapligt, naturvetenskapligt, ekonomi, "natur/musik" och "musik/samhäll". Åren 2007–2011 fanns en renodlad musikproduktionslinje.
För det samhällsvetenskapliga programmet erbjuds inriktningarna samhällsvetenskap och beteendevetenskap; för det naturvetenskapliga programmet naturvetenskap och matematik; för ekonomiprogrammet ekonomi och juridik.
Läsåret 2011/2012 gick det 531 elever på skolan.
Eleverna studerar under ett komprimerat schema utan håltimmar och start- och sluttider försöker hållas ungefär samma varje dag. På grund av detta är onsdagar ofta lektionsfria, då eleven själv ska studera under eget ansvar.